# Santa Cruz de Tenerife (kommun)
Santa Cruz de Tenerife är en kommun i Spanien.  Den ligger i provinsen Santa Cruz de Tenerife i den autonoma regionen Kanarieöarna i sydvästra delen av landet, 1 700 km sydväst om huvudstaden Madrid. Antalet invånare är 211 359 (2024). Santa Cruz de Tenerife ligger på ön Teneriffa.